# Taumatina

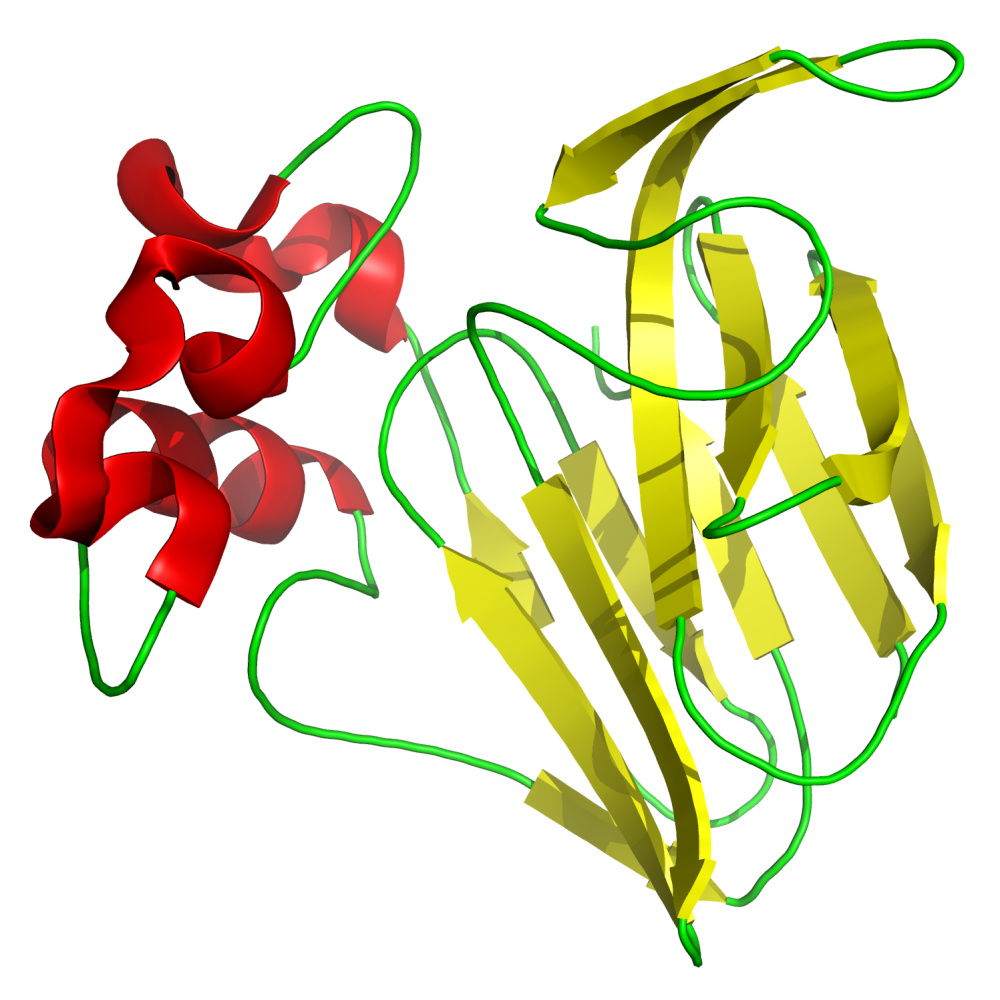
Estructura de la taumatina

Taumatina es un edulcorante natural no energético. Es denominado en la legislación alimenticia con el código de identificación E 957.
Es una proteína extraída de los arilos del katemfe (Thaumatococcus, familia Marantaceae), un arbusto de África Occidental. Como todas las proteínas en el organismo se metaboliza como las demás proteínas consumidas en la dieta. Tiene un cierto regusto a regaliz, y, mezclada con glutamato, puede utilizarse como potenciador del sabor. Se utiliza en Japón desde 1979. Está autorizada como edulcorante en la Unión Europea. En Gran Bretaña está autorizada para endulzar medicinas, en EE. UU. para el chicle y en Australia como agente aromatizante.

## Química
Es una proteína con un peso molecular de aproximadamente 20,000. Los principales componentes proteínicos del edulcorante consisten en aminoácidos normales a excepción de la histidina. Los extensos enlaces cruzados de disulfuro le confieren estabilidad térmica y resistencia a la desnaturalización. La estructura terciaria de la cadena polipeptídica le proporciona a la taumatina su carácter dulce. La separación de uno solo de sus puentes de disulfuro resulta en una pérdida dulzor. 
La taumatina es de 2000 a 3000 veces más dulce que la sacarosa. Es estable e su forma liofilizada. Su degradación es poco probable en materiales acidificados, pero su estructura es inestable al ser horneada o hervida.

## Toxicología
Las estimaciones de la ingesta diaria basadas en el consumo de alimentos en los Estados Unidos indican que la ingesta diaria máxima sería inferior a 2 mg per cápita (alrededor de 0.003 mg/Kg/día).
Se ha demostrado que la taumatina no es alergénica, mutagénica, ni teratogénica. Tanto las pruebas a corto plazo como los estudios clínicos de exposición en humanos, no mostraron efectos adversos. Sin embargo, no se han realizado estudios a largo plazo. Se ha cuestionado la existencia de datos suficientes para la evaluación de la seguridad de la taumatina. En todo caso, la taumatina tiene un largo historial como agente edulcorante en el África occidental y se ha utilizado durante muchos años en el Japón sin que se haya informado de ninguna reacción. 